# Neuhaus (Kärnten)

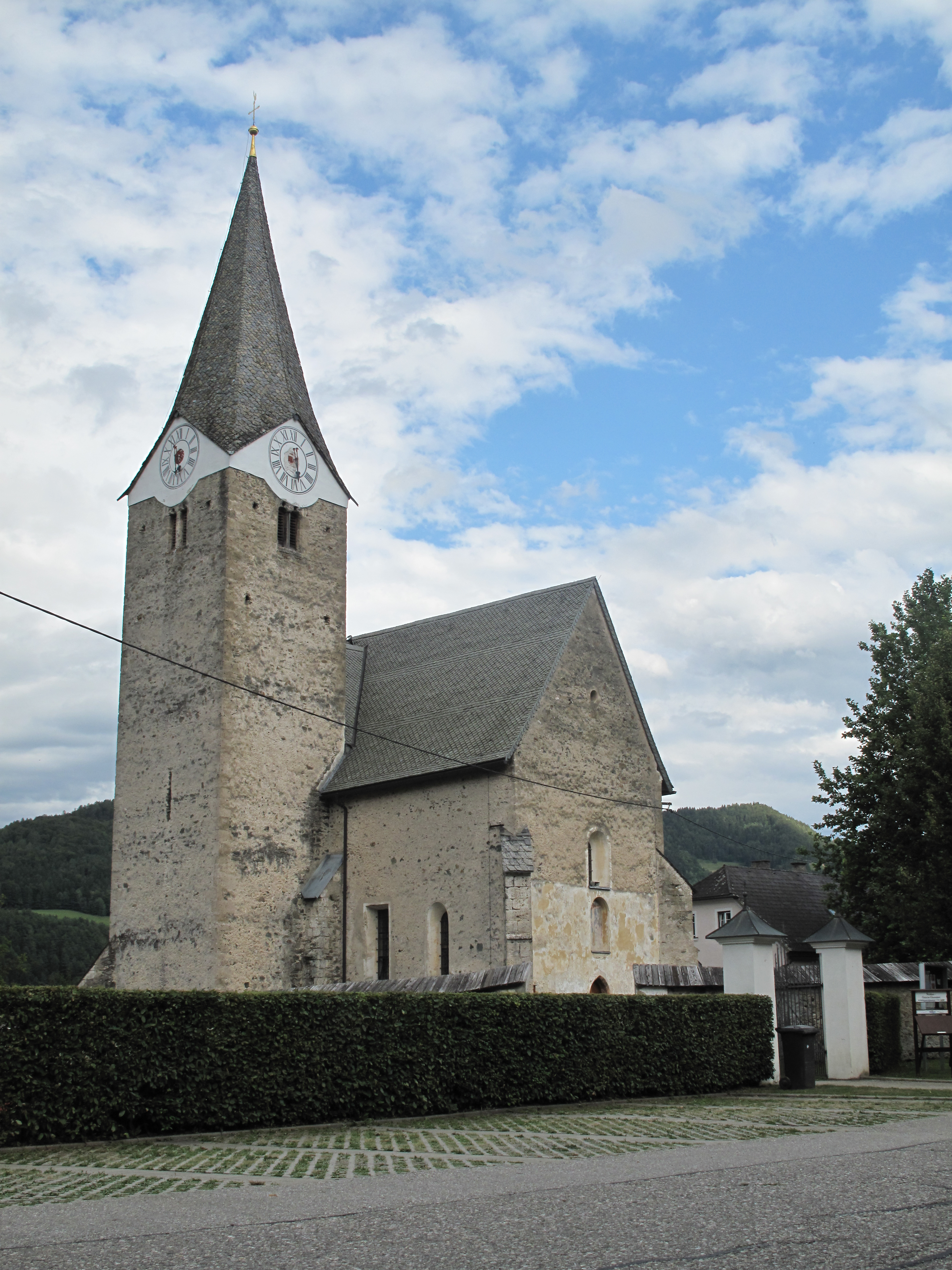
Neuhaus, kerk

Neuhaus is een gemeente in de Oostenrijkse deelstaat Karinthië, en maakt deel uit van het district Völkermarkt.
Neuhaus telt 1177 inwoners.
Bleiburg ·
Diex ·
Eberndorf ·
Eisenkappel-Vellach ·
Feistritz ob Bleiburg ·
Gallizien ·
Globasnitz ·
Griffen ·
Neuhaus ·
Ruden ·
Sankt Kanzian am Klopeiner See ·
Sittersdorf ·
Völkermarkt
- Gemeinsame Normdatei: 4527709-6
- Nationale Bibliotheek van Tsjechië: ge1201818
- Nationale Bibliotheek van Israël: 987007473209405171
- Virtual International Authority File: 234772069